# Mount Wyman
Der Mount Wyman ist ein markanter und 2667 m hoher Berg in der antarktischen Ross Dependency. In der Queen Elizabeth Range ragt er am Ende eines felsigen Grats auf, der sich von den Sandford-Kliffs in westlicher Richtung erstreckt.
Das Advisory Committee on Antarctic Names benannte ihn 1966 nach Carl O. Wyman, Ionosphärenforscher auf der Station Little America V im Jahr 1957.